# روبرت سبيتسلر
روبرت ف. سبيتسلر (بالإنجليزية: Robert F. Spetzler) من مواليد 1944 وهو طبيب أعصاب ورئيس هاربر لجراحة الأعصاب ومدير للمعهد العصبي في فينيكس (أريزونا) وهو أيضا أستاذ جراحة في قسم جراحة المخ والأعصاب، في جامعة أريزونا كلية الطب في توسان (أريزونا). تقاعد في يوليو، 2017.
تخصص روبرت في الأمراض الدماغية الوعائية وأورام قاعدة الجمجمة. وقد نشر أكثر من 300 مقالة و 180 فصلا كتابيا، وقد شارك في تحرير العديد من الكتب المدرسية لأمراض الأعصاب، بما في ذلك أطلس الألوان لجراحة المخ والأعصاب (2000).

## حياته
ولد سبيتسلر في ستيرهوفستيتن (أوبيرشينفيلد، بالقرب من فورتسبورغ) في ألمانيا. تم إجلاء والديه بسبب الحرب العالمية الثانية عندما كان عمره 11 عاما. انتقل مع والديه إلى الولايات المتحدة وكان متميزاً في النظام المدرسي الأمريكي، على الرغم من لغته الأولى كانت الألمانية.
حصل على درجة البكالوريوس في عام 1967 من كلية نوكس في غاليسبورغ، إلينوي. أمضى سنة في الجامعة الحرة في برلين، ثم دخل كلية الطب في جامعة الشمال الغربي مدرسة فينبرغ للطب في شيكاغو في عام 1967، وحصل على الدكتوراه في عام 1971. أكمل تدريبه بعد التخرج في مستشفى ميموريال-نورث وسترن وأقام لمدة لدراسة جراحة المخ والأعصاب في جامعة كاليفورنيا، سان فرانسيسكو، كان روبرت يتدرب تحت إشراف تشارلز ب. ويلسون. وفي عام 1983، أصبح سبيتسلر رئيسا لشعبة جراحة الأعصاب في معهد بارو العصبي. وقد عين مديرا في عام 1986.
لعب سبيتسلر دورا مهيمنا في استخدام «توقف دوران التبريد العميق» في علاج تمدد الأوعية الدموية الدماغية الكبيرة وظهر أحد تطبيقاته البارزة في عام 1991 عندما نجح سبيتسلر في إزالة ورم كبير في امرأة أمريكية تبلغ من العمر 35 عاما تُدعى بام رينولدز. في فبراير 2007 كان عدد العمليات الجراحية التي قام بها سبيتسلر وصل إلى 5000 عملية في الأوعية الدموية. سافر روبرت الكثير من الدول حيث ألقى المحاضرات على أحدث التطورات في جراحة المخ والأعصاب.

## جوائزه
- 1977، جائزة المقيم السنوي، الاجتماع السنوي السابع والعشرين لجمعية الجراحين العصبية
- 1994، ضيف شرف، مؤتمر الجراحين العصبية (أصغر جراح تم تكريمه في المؤتمر)
- 1999، «جائزة نوبل لجراحة المخ والأعصاب»
- 2004، ضيف شرف، المؤتمر الدولي الرابع للجمجمة
- 2009، جائزة ويليام ب. سكوفيل
- 2010، لوريل مؤسس، في مؤتمر الجراحين العصبية

## وصلات خارجية
- Biography at Barrow Neurological Institute